# Vụ Trần Trường
Vụ Trần Trường hay sự kiện Trần Trường, còn được báo chí Anh ngữ gọi là vụ Hi-Tek (tiếng Anh: Hi-Tek incident) hoặc vụ biểu tình chống Hồ Chí Minh năm 1999 (tiếng Anh: Anti-Ho Chi Minh protests of 1999) là một chuỗi sự kiện biểu tình diễn ra tại Little Saigon, Quận Cam, California vào đầu năm 1999 nhằm phản đối việc ông Trần Văn Trường treo cờ đỏ sao vàng của nước Việt Nam cùng chân dung Hồ Chí Minh trước cửa tiệm của mình. Đây được xem là vụ biểu tình lớn nhất trong lịch sử người Việt tại Hoa Kỳ.
Sự việc diễn ra trong hơn 50 ngày, bắt đầu từ ngày 17 tháng 1, khi ông Trần Văn Trường nảy ra ý định treo cờ và hình trước cửa tiệm cho thuê băng video của mình. Thấy thế, cộng đồng người Mỹ gốc Việt sinh sống quanh đó phẫn nộ và phản đối kịch liệt. Trong suốt gần hai tháng, ngày nào cũng có hàng trăm người tụ tập biểu tình trước cửa tiệm và kêu gọi ông Trường tháo cờ và hình xuống. Đỉnh điểm của diễn biến là tối ngày 26 tháng 2, khoảng 15.000 người đã tập trung trong một cuộc thắp nến để phản đối tình trạng nhân quyền tại Việt Nam. Sự kiện kết thúc vào ngày 11 tháng 3 sau khi ông Trường thua kiện người chủ nhà và bị truy tố vì cho thuê băng lậu, tiệm Hi-Tek cũng bị dỡ bỏ sau đó. Tháng 8 cùng năm, Trần Văn Trường bị tuyên án 3 tháng tù vì tội sang băng lậu.
Vụ Trần Trường được xem là bước ngoặt quan trọng trong lịch sử người Việt tại Hoa Kỳ, tạo ra sự đoàn kết hiếm thấy trong một cộng đồng vốn có nhiều chia rẽ và là động lực thúc đẩy nhiều nhân vật tham gia chính trường sau này. Mặt khác, nó phơi bày các rạn nứt giữa hai thế hệ trong cộng đồng người Việt tại Quận Cam. Vụ việc cũng làm dấy lên các tranh cãi về vai trò tự do ngôn luận trong một xã hội tự do như Hoa Kỳ.

## Bối cảnh

### Tư tưởng chính trị của người Mỹ gốc Việt

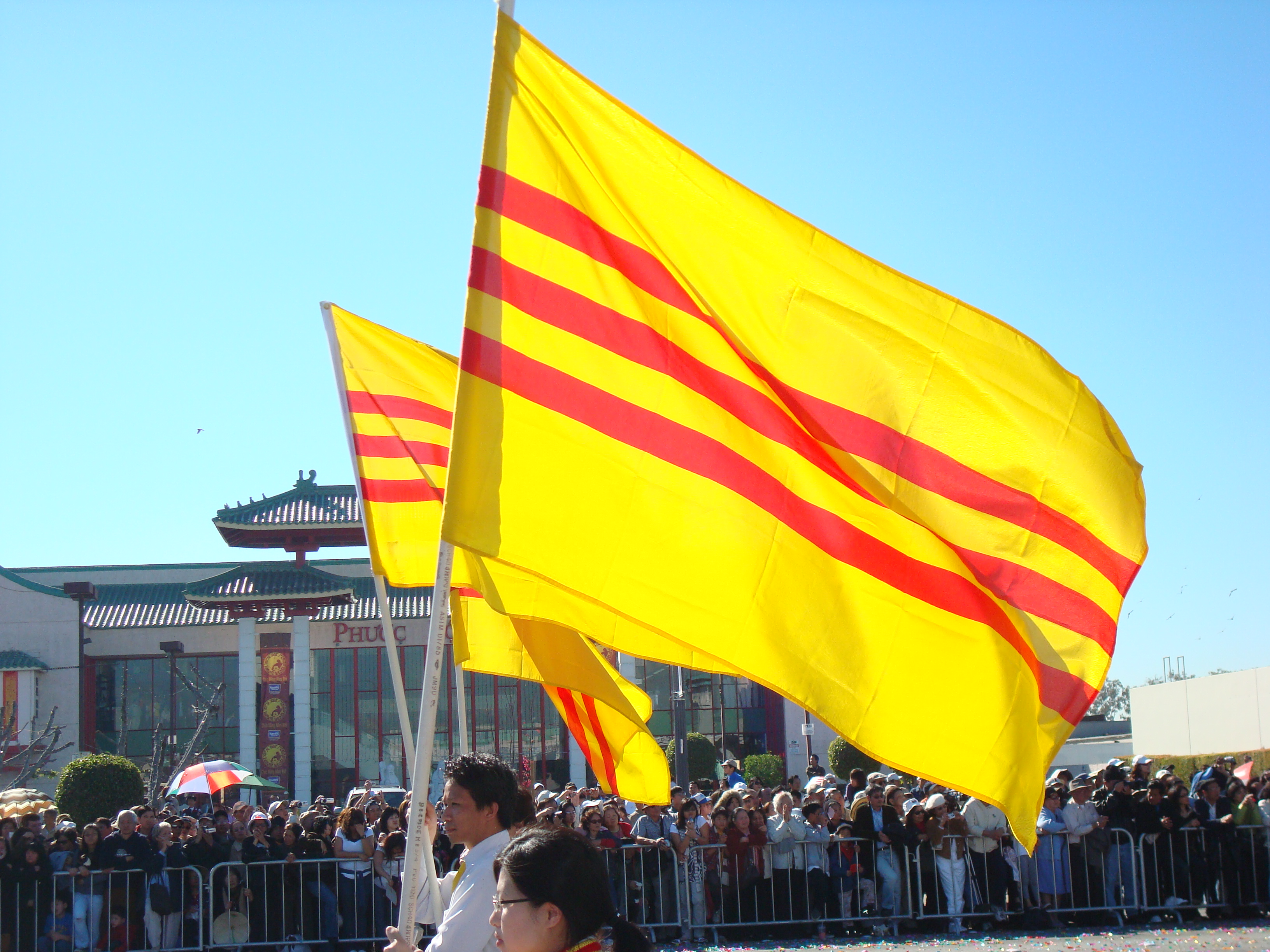
Người Mỹ gốc Việt cầm quốc kỳ Việt Nam Cộng hòa trong cuộc diễn hành mừng Tết Nguyên Đán năm 2008

Trong gần 25 năm sau sự kiện 30 tháng 4 năm 1975, số lượng người Mỹ gốc Việt đã lên đến hơn 1 triệu người. Cụ thể, người Việt tại Quận Cam, California, là cộng đồng người Việt đông đảo nhất Hoa Kỳ, quy tụ nhiều cơ sở thương mại trong khu vực được chính quyền địa phương chính thức công nhận là Little Saigon. Trong cuộc điều tra dân số năm 1990, số người gốc Việt sinh sống trong Quận Cam là 72.000 người và ước tính đến đầu năm 1999 thì con số này đã lên tới 200.000 người. Do xuất thân là những người tị nạn từ chế độ cộng sản tại Việt Nam, những người Mỹ gốc Việt có quan điểm chống cộng mạnh mẽ. Vào thập niên 1980, nhiều nhà báo gốc Việt tại Mỹ đã bị khủng bố và ám sát vì các quan điểm của họ đối với Việt Nam. Còn những người lên tiếng ủng hộ bình thường hóa quan hệ với Việt Nam lại bị gắn mác là "thân cộng" và bị cộng đồng tẩy chay.
Năm 1994, Hoa Kỳ bỏ cấm vận với Việt Nam. Ngay trong năm sau, hai nước bình thường hóa quan hệ ngoại giao sau hơn 2 thập kỷ gián đoạn. Tháng 10 năm 1994, Phòng Thương mại Việt Mỹ Quận Cam đã gửi một phái đoàn về Việt Nam với người dẫn đầu là bác sĩ Phạm Đăng Long Cơ. Phái đoàn này hứng chịu một làn sóng chống đối dữ dội từ nhiều cá nhân, hàng ngàn người trong số đó đã tổ chức biểu tình phản đối tại Washington, D.C.  Trong các cuộc biểu tình phản đối tại Quận Cam, một người phát tờ rơi nhằm tổ chức một diễn đàn để đối thoại về việc làm ăn tại Việt Nam tại văn phòng của Bác sĩ Cơ. Tuy nhiên, không một ai tham gia hay để ý đến diễn đàn do ông Trần Văn Trường tổ chức.

### Trần Văn Trường
Trần Văn Trường vốn là một thuyền nhân đến Hoa Kỳ từ năm 1980. Giống như bao người Việt tị nạn khác, ông có thân nhân bỏ mạng trong cuộc chiến chống cộng sản hoặc bị bắt đi học tập cải tạo. Đặt chân tới nước Mỹ khi chỉ mới 20 tuổi và cũng không có bằng cấp trung học trong tay, ông tham gia một nhóm thiền tên là Hội Ái Hữu Vô Vi. Chỉ trong vòng vài năm sau đó, ông thăng tiến trong nhóm và trở thành một giáo chủ. Tiếp đó, ông Trường tự xưng là "Thượng đế" và đi nhiều nơi để rao giảng phương pháp thiền của mình. Trong một hội nghị của Hội Ái Hữu Vô Vi vào năm 1989, ông tỏ ý lấn chiếm quyền lãnh đạo nhóm, đòi được ngồi ghế cao hơn sư phụ của mình. Tuy nhiên, ông đã thất bại. Trần Văn Trường sau đó từ bỏ nhóm này rồi kết hôn với người duy nhất ủng hộ mình và dọn nhà tới Stanton, California. Vợ Trần Trường là một lập trình viên còn bản thân ông thì theo học lớp điện tử và mở tiệm Hi-Tek vào năm 1996. Theo ông, trong những năm này, ông đã thường xuyên về Việt Nam và thấy điều kiện cuộc sống tại Việt Nam bắt đầu được cải thiện. Từ đó, ông ủng hộ việc thúc đẩy quan hệ kinh tế và chính trị với Việt Nam.
Trong những năm sau đó, ông xuất bản 12 tờ rơi kêu gọi cộng đồng đối thoại với chính quyền Việt Nam.

## Diễn biến
Sau một thời gian không thấy ai hưởng ứng, đầu năm 1999, Trần Văn Trường nảy ra ý định treo cờ Cộng sản và chân dung Hồ Chí Minh để kích động phản ứng từ người dân Little Saigon. Trước khi treo hai tuần, ông gửi đi hai tờ fax, nói rõ ý định của mình và thách cộng đồng đến gỡ.
Chủ nhật ngày 17 tháng 1, sau khi một khách hàng đến cửa tiệm Hi-Tek của Trần Văn Trường tọa lạc tại số 9550 Đại lộ Bolsa trong Trung tâm Thương mại Bolsa (Bolsa Marketplace) ở Westminster và nhìn thấy hình Hồ Chí Minh, vị khách này đã báo động cho những người khác.  Khoảng 50 người tiếp sau đó kéo đến cửa tiệm và đòi tháo gỡ bức hình.  Một nhân viên đã gỡ hình đó xuống.  Ngày hôm sau, Trần Văn Trường treo lại hình và còn treo thêm cờ đỏ sao vàng.  Khoảng 350 người biểu tình kéo đến cửa tiệm.  Khi Trần Văn Trường đóng cửa tiệm vào 2:30 chiều, ông bị một người biểu tình đánh vào đầu.
Trong suốt 53 ngày đêm liên tiếp, những người biểu tình liên tục tụ tập trước cửa tiệm, với con số lên đến hàng ngàn người vào cuối tuần.  Với số người biểu tình gây cản trở làm ăn cho các doanh nghiệp trong khu vực, các chủ Trung tâm Thương mại Bolsa kiện Trần Văn Trường với lý do vi phạm điều khoản trong hợp đồng thuê về việc cấm các trưng bày gây ra phiền toái công cộng. Ngày 21 tháng 1, Tòa án Cấp cao Quận Cam đưa phán quyết sơ bộ buộc ông phải tháo dỡ các biểu tượng trong cửa tiệm của mình.  Đồng thời, chủ Trung tâm Thương mại cũng bắt đầu làm thủ tục đuổi ông ra khỏi tiệm.  Vài tiếng sau, vợ ông đến cửa tiệm để gỡ ảnh và cờ trước sự chứng kiến của hơn 400 người biểu tình.  Tuy nhiên, phán quyết bị hủy bỏ vào ngày 10 tháng 2 sau khi Liên đoàn Tự do Dân sự Mỹ (ACLU) bào chữa và ủng hộ quyền tự do ngôn luận của ông.
Mặc dù cuộc biểu tình diễn ra ôn hòa nhưng những người bị kích động đã xô xát với ông Trường vài lần. Người biểu tình dùng loa phóng thanh đả đảo chính quyền Việt Nam, dán hàng ngàn hình lá cờ vàng ba sọc đỏ của Việt Nam Cộng hòa trước cửa tiệm và các tiệm lân cận, đốt và nhổ nước bọt vào hình nộm Hồ Chí Minh.  Những người tham gia biểu tình gồm tất cả thành phần người Việt tại Mỹ: nam nữ, già trẻ, người Việt từ tất cả các tầng lớp  Việt Nam đều có mặt.  Trong một thời gian ngắn, tất cả các trung tâm thương mại tại Little Saigon đã treo quốc kỳ Hoa Kỳ và Việt Nam Cộng hòa để thể hiện lòng trung thành đối với nước Mỹ và quan điểm chống cộng.  Các cộng đồng người Việt lớn ở San Jose và Houston, Texas cũng tổ chức các cuộc biểu tình để hưởng ứng.
Ngày 11 tháng 2, sau khi được phép treo lại các biểu tượng, Trần Văn Trường trở lại tiệm Hi-Tek để làm việc này. Cảnh sát thành phố Westminster yêu cầu ông thông báo cho họ nếu làm việc này để có thể bảo vệ, nhưng ông tự trở lại một mình. Trong lúc vào tiệm, ông bị một nhóm người biểu tình cản trở, một người đàn ông nhổ nước bọt vào tay rồi tát vào mặt ông. Ông Trường té ngã, rồi một người phủ lá cờ Việt Nam Cộng hòa trên mình ông và hô to "Đả đảo Cộng sản".  Cảnh sát đến 5 phút sau và ông Trường được chở đi bệnh viện.
Ngày 20 tháng 2, được cảnh sát hộ tống, hai vợ chồng ông trở lại tiệm Hi-Tek để treo lại hình và lá cờ. Khi vào trong tiệm, cảnh sát thấy có dấu hiệu tàng trữ băng video lậu. Tối ngày 26 tháng 2, cuộc biểu tình lớn nhất diễn ra. Các tổ chức người Mỹ gốc Việt trẻ đã tổ chức một cuộc thắp nến lên án các vi phạm nhân quyền ở Việt Nam. Khoảng 15.000 người tham gia biểu tình ôn hòa. Ngày 1 tháng 3, ông Trường trở về cửa tiệm và bị những người biểu tình ném trứng vào mặt. Cảnh sát phải kéo ông ra khỏi để bảo vệ ông. Ngày 5 tháng 3, cảnh sát bao vây lục soát tiệm Hi-Tek, tịch thu hơn 17.000 băng video và 146 đầu máy, đồng thời còn điều tra ra được có người đã đột nhập vào cửa sau và lấy đi hai biểu tượng. Ngày 11 tháng 3, cuộc biểu tình chính thức chấm dứt khi tiệm Hi-Tek bị gỡ bỏ.
Trong suốt cuộc biểu tình, chính quyền thành phố Westminster đã phải huy động hơn 200 cảnh sát để giữ trật tự và bắt giữ 52 người biểu tình.

## Phản ứng

### Trần Văn Trường
Theo Trần Văn Trường, mục đích ông treo hai biểu tượng là để thúc đẩy đối thoại trong một cộng đồng vốn không chấp nhận bất đồng chính kiến trong vấn đề bình thường hóa quan hệ với Việt Nam. Ông xem mình là nhà đấu tranh cho tự do ngôn luận và không hối hận về việc mình làm, dù các cuộc biểu tình này đã cướp đi công ăn việc làm của ông.
Ông nói rằng mình treo cờ đỏ sao vàng vì đó là biểu tượng hiện nay của quốc gia mình, và treo hình Hồ Chí Minh vì đó là người đã giải phóng dân tộc. Theo ông, nước Mỹ là một quốc gia tự do, ông muốn cộng đồng hiểu tự do có nghĩa là chấp nhận cả những ý kiến trái chiều. Ông cũng không phủ nhận việc muốn đánh bóng tên tuổi mình – ông cho rằng đó là bản chất con người – nhưng nói rằng đó không phải là mục đích chính.
Ông Trường nói mình không phải là người Cộng sản và yêu người Việt ở cả hai nước (Mỹ và Việt Nam), cũng như muốn giúp xua đuổi bóng ma chiến tranh còn ám ảnh nhiều người. Ông cho biết không sợ làm điều phải. Ông không tin rằng chính quyền Việt Nam đang làm tốt và cho rằng họ phải tiếp tục cải thiện. Tuy nhiên, họ cần có sự giúp đỡ của cộng đồng.
Trước sự việc ông Trường bị những người biểu tình tấn công khi trở lại tiệm mình để treo lên lại bức hình và lá cờ, luật sư ACLU đại diện cho ông phát biểu: "Chúng tôi rất buồn và tức giận về cuộc tấn công vô nghĩa và hèn nhát. Ông Trường đã thể hiện sự can đảm hiếm thấy trong việc theo đuổi quyền bày tỏ ý kiến của ông qua hệ thống pháp luật. Những kẻ chống lại ông bằng cách vi phạm luật rõ ràng không hiểu các trách nhiệm của mình với tư cách là công dân của một xã hội tự do và nền dân chủ lập hiến."
Sau khi bị tuyên án về tội sang băng lậu, ông thấy bị kết án tù là bất công vì tất cả những người cho thuê băng ở Little Saigon cũng không khác gì ông. Ông và luật sư bào chữa cho rằng đây chỉ là âm mưu của giới chức thành phố Westminster để chấm dứt 53 ngày liên tục biểu tình đã làm thành phố tốn hơn 750.000 USD tiền lương cho cảnh sát. Năm 2006, ông lại cho rằng mình không sang băng lậu mà "đã có hợp đồng kinh doanh với các công ty của Tàu".
Một năm sau vụ biểu tình, ông cho biết mình thấy hối hận khi treo lá cờ và cảm thấy buồn đã mất quyền tự do lên tiếng. Ông nói: "Họ muốn đánh tôi. Họ muốn giết tôi vì... tôi đã treo lá cờ. Đó không phải là... tự do. Trong cộng đồng người Việt không có tự do phát biểu điều mình muốn nói. Tôi đã cố gắng thảo luận và nói chuyện với họ và cho thấy sự tự do ở đây. Nhưng họ hành động như Cộng sản ở Việt Nam".

### Người Mỹ gốc Việt
Đối với nhiều người Mỹ gốc Việt, hình ảnh Hồ Chí Minh và lá cờ đỏ sao vàng đã khơi dậy nhiều nỗi buồn chiến tranh. Tuy một số người công nhận quyền tự do ngôn luận của ông Trường theo hiến pháp, đối với những người Việt khác, hành động của ông được xem là một thách thức táng tận lương tâm và đáng trách. Nhiều người dân Little Saigon xem đây là một sự phản bội tột cùng. Ông Ngô Kỷ, một đại diện cho những người biểu tình, phát biểu: "Chúng tôi biết rằng đây là một nước tự do và bạn có quyền tự do ngôn luận, nhưng ông ta cơ bản là đã thách thức cả cộng đồng. Chúng tôi muốn lên tiếng. Người ta hiểu rằng cộng đồng người Việt tại đây thù ghét cộng sản." Đối với những người biểu tình, đây là một thời điểm để đoàn kết lại chưa từng thấy để đưa một thông điệp rõ ràng đến chính quyền Việt Nam.  Theo một giáo sư người Việt, "họ muốn cho chính quyền Việt Nam biết rằng nó không thể khống chế cộng đồng người Mỹ gốc Việt theo kiểu nó khống chế người dân [trong nước]."
Trong các cuộc biểu tình, những người tham gia kể lại sự sỉ nhục, cưỡng bức và mất mát mà họ đã chịu đựng dưới tay cộng sản. Một người biểu tình cho biết: "Tôi đã chứng kiến bạn bè tôi bị cộng sản giết. Mỗi khi tôi nhìn thấy lá cờ, tôi rất bực tức. Tôi vẫn thấy nó, nghe lại những phát súng. Tôi không thể nào quên được." Dần dần, cuộc biểu tình trở thành một hình thức trị liệu nhóm và sử dụng các biểu tượng tang tóc. Tại một cuộc biểu tình, nhiều người để tang và đưa hình ảnh các quân nhân Quân lực Việt Nam Cộng hòa tử trận trong một cái hòm được phủ rèm với lá cờ Việt Nam Cộng hòa.
Trong một bài xã luận đăng trên Việt Báo Kinh Tế vào ngày 1 tháng 2, tác giả nêu rõ những nỗi lo âu của người biểu tình đối với những người không cùng quan điểm. Ông nhắc đến các nỗ lực của luật sư ACLU để biến đề tài cuộc biểu tình từ một cuộc xung đột nội bộ trong dân tộc thành một cuộc đấu tranh dân quyền. Theo quan điểm này, ACLU đã can thiệp vào một cuộc tranh cãi nội bộ dân tộc. Đối với những người biểu tình, Trần Văn Trường là một kẻ lạc đường ngoan cố đã ác tâm khiêu khích đồng bào mình bằng cách sỉ nhục ký ức nỗi đau thương và mất mát của họ.  Theo họ, đây là câu chuyện một cá nhân bị trừng phạt vì thiếu tôn trọng cộng đồng, không phải là một cuộc đấu tranh dân quyền. Tuy nhiên, bài xã luận cũng kêu gọi người biểu tình phải cẩn thận trong việc biểu tình, để chẳng những nhận sự chấp nhận của người Mỹ, mà còn của giới trẻ: "Chúng ta cần phải tuân thủ pháp luật và giữ bình tĩnh vì chế độ Hà Nội lúc nào cũng tìm cách xâm nhập vào nước Mỹ."
Phản ứng của giới trẻ cũng được chú ý. Sau bài viết của Daniel Tsang trên tờ Los Angeles Times về việc thế hệ trẻ người Việt ở Mỹ không còn quan tâm đến các đường lối chính trị chia rẽ của cha ông, hơn 25 hội đoàn người Việt trẻ (bao gồm các hội sinh viên và tôn giáo) đã tổ chức cuộc thắp nến quy tụ nhiều người nhất từng thấy trong suốt cuộc biểu tình. Chẳng những thể hiện sự đoàn kết với thế hệ trước, giới trẻ người Mỹ gốc Việt đã giành vị trí là thành viên cũng như nhà lãnh đạo trong cộng đồng. Nhà hoạt động Đỗ Hoàng Điềm phát biểu: "Ông ấy nói rằng thế hệ trẻ không quan tâm. Điều đó quả là sai lầm. Chúng tôi quan tâm. Chúng tôi còn để ý đến viễn cảnh nữa." Các nhà tổ chức miêu tả cuộc biểu tình không phải là việc khơi lại quá khứ mà là hướng đến tương lai – lên án các vụ vi phạm nhân quyền đang diễn ra tại Việt Nam.
Cuộc thắp nến đêm 26 tháng 2 có sự tham gia của nhiều người thuộc giới trẻ hơn những cuộc biểu tình trước đó. Theo những người tổ chức, mục đích của cuộc thắp nến này là kêu gọi đoàn kết trong cộng đồng và làm nổi bật tình trạng nhân quyền tại Việt Nam. Họ muốn đưa ra hình ảnh một cộng đồng nhập cư có phẩm cách nhưng vẫn chống cộng, trái với hình ảnh giận dữ và xung đột mà báo chí đã đưa trong những cuộc biểu tình trước đó.
Đối với những người biểu tình, điều quan trọng là cộng đồng thể hiện sự đoàn kết, nói lên một tiếng nói về cộng đồng của những người tị nạn đã phải chịu đựng và căm phẫn cộng sản. Chẳng những nhận sự ủng hộ và tham gia của người Việt từ mọi tầng lớp xã hội, một trong những giây phút ấn tượng nhất trong cuộc biểu tình là khi những nhà lãnh đạo của các tổ chức cộng đồng người Việt đang cạnh tranh nhau ở miền Nam California đã bắt tay nhau.
Nghị viên thành phố Westminster Tony Lâm, lúc đó là người gốc Việt duy nhất được bầu vào một hội đồng thành phố ở Mỹ, theo lời khuyên của luật sư thành phố đã không tham gia cuộc biểu tình để khỏi gây ra ấn tượng rằng thành phố ủng hộ cuộc biểu tình. Việc này dẫn đến việc nhiều người tẩy chay nhà hàng của ông và tiến hành thủ tục đòi bãi nhiệm ông sau cuộc biểu tình.
Các tổ chức truyền thông tiếng Việt liên tục tường trình các diễn biến sự kiện cho cộng đồng chẳng những ở miền Nam California mà còn truyền đi các cộng đồng người Việt lớn khác khắp nước Mỹ và thế giới. Cách xa miền nam California hàng trăm đến hàng ngàn dặm, cộng đồng người Việt ở San Jose và Houston, Texas cũng tổ chức các cuộc biểu tình để hưởng ứng. Tại Dallas và Austin, Texas, một hội nghị về các vi phạm nhân quyền tại Việt Nam được tổ chức. Người Việt ở vùng thủ đô Washington, D.C. cũng tổ chức một cuộc biểu tình trước đại sứ quán Việt Nam. Cộng đồng người Việt tại Mỹ lo sợ rằng hành động của ông Trường có sự giật dây của chính quyền cộng sản Việt Nam và sẽ có nhiều vụ treo cờ tương tự diễn ra tại các địa điểm khác.

### Người Mỹ bản xứ
Cuộc biểu tình đã nhận được sự chú ý trên báo chí khắp nước Mỹ cũng như thế giới và được tường trình trên các phương tiện truyền thông bằng tiếng Anh không những ở địa phương mà còn cả toàn quốc và quốc tế.
Cuộc biểu tình nhận nhiều ý kiến trái chiều từ người Mỹ ở địa phương và toàn quốc. Nhiều người Mỹ xem đây là một cuộc biểu tình chống cộng đơn thuần. Đại diện Hội Cựu chiến binh Chiến tranh Việt Nam của Mỹ tại quận Cam kêu gọi những người biểu tình giải quyết tranh cãi với ông Trường một cách ôn hòa.  Tổ chức ACLU lên tiếng ủng hộ quyền tự do ngôn luận của ông Trường, cho rằng việc buộc ông tháo bỏ các biểu tượng vì lý do đã gây ra phiền toái công cộng là vi hiến, và vào cuộc để bào chữa cho ông. Đối với "xã hội dòng chính", vụ Trần Trường luôn là một tranh cãi về tự do ngôn luận và quyền trong tu chính án I.
Đảng Cộng hòa California đã thông qua một nghị quyết ủng hộ người biểu tình và nhà lãnh đạo đảng tại Quận Cam tuyên bố sẽ cùng tham gia cuộc biểu tình.
Trong một bức thư gửi đến tòa soạn tờ Los Angeles Times, một cư dân thành phố Redondo Beach viết: "Tôi rất ghê tởm đối với cuộc biểu tình tại khu Little Saigon ở Westminster. Tôi nghĩ rằng những người biểu tình phải bị trục xuất ngay lập tức... Đây là Hợp chúng quốc Hoa Kỳ. Dù hình ảnh Cộng sản được trưng bày đó có đáng ghét đến mấy, cá nhân đó vẫn có quyền trưng bày nó. Bọn người này đến từ một nước mà chữ 'tự do' và 'quyền' không có nghĩa lý gì và rõ ràng họ đã chưa học từ khi họ đến đây. Và vâng, tôi là một Cựu chiến binh Việt Nam." Phát biểu này thể hiện quan điểm rằng những người biểu tình không phải là "người Mỹ thật sự" hiểu biết "ý nghĩa của chữ tự do". Lời nói đó vang dội những ý tưởng của những người Mỹ bản xứ khi muốn loại bỏ các thành phần không được hoan nghênh.
Cũng trên tờ Los Angeles Times, nhà báo Dana Parsons viết về sự mỉa mai khi những người chống cộng biểu tình chống ông Trường vừa lên án sự đàn áp tự do ở Việt Nam vừa đồng thời đòi tước quyền tự do được tòa án bảo vệ của ông. Quan điểm này cũng tương tự như của ACLU khi luật sư bào chữa ông Trường phát biểu rằng: "thật là một sự mỉa mai đáng buồn khi rất nhiều những người chỉ trích ông Trần [Trường] đã rời bỏ Việt Nam để đi tìm chính cái quyền tự do ngôn luận mà bây giờ họ muốn bóp nghẹt." Parsons còn cho rằng những người biểu tình đã biến ông Trường thành một tử đạo và kêu gọi cảnh sát giải tán đám đông đang gây cản trở đến việc làm ăn trong khu vực.
Cũng có một số cựu chiến binh Mỹ ủng hộ những người biểu tình và đã tham gia biểu tình. Một người từ Anaheim viết thư đến tòa soạn báo Orange County Register: "là một cựu chiến binh Việt Nam, tôi ủng hộ những người biểu tình phản đối bức hình Hồ Chí Minh... Do quý ông này thuận ý với chính quyền cộng sản ở quê hương ông ta, cứ để ông ta trở về để sống dưới chính quyền đó." Mặc dù ý kiến này đồng tình với người biểu tình, giải pháp đưa ra cho ông Trường cũng giống như giải pháp những người không ủng hộ đưa cho người biểu tình: nếu không thích các quyền của mình ở nước Mỹ này, xin mời ông trở về Việt Nam.

### Giới chức Mỹ
Chính quyền thành phố Westminster đã phải huy động hơn 200 cảnh sát để giữ trật tự và bắt giữ 52 người biểu tình. Thành phố phải chi ra hơn 750.000 đô la để trả tiền lương cho nhân viên trong suốt cuộc biểu tình. Cảnh sát đã hộ tống ông Trường và vợ ông khi họ được phép treo lại các biểu tượng.
Trong lúc cuộc biểu tình đang diễn ra, người ta nghe một số từ ngữ miệt thị dân tộc trên tần số radio của cảnh sát, kêu gọi cảnh sát bắn người biểu tình. Cuộc điều tra cho thấy lời đó không phải do cảnh sát nói mà là của một kẻ lạ đột nhập.
Nghị viên Tony Lâm, người Mỹ gốc Việt đầu tiên được bầu vào hội đồng thành phố Westminster, theo lời khuyên của luật sư thành phố đã không tham gia cuộc biểu tình vì không muốn gây phiền toái cho thành phố, đã trở thành một mục tiêu chống đối của nhiều người biểu tình. Ngược lại, một số giới chức không phải người Việt như Dân biểu liên bang Ed Royce, Dân biểu tiểu bang Ken Maddox, Thượng nghị sĩ tiểu bang Joe Dunn và Công tố viên Quận Cam Tony Rackauckas đã đến để ủng hộ người biểu tình.
Nghị viên Westminster Margie Rice (sau này trở thành thị trưởng) cho biết rằng tuy bà ủng hộ sự trỗi dậy của cộng đồng người Mỹ gốc Việt trong thành phố, các cuộc tuần hành ồn ào và tắc nghẽn giao thông đã gây căng thẳng với những người dân sắc tộc khác.  Bà nói "họ rất chăm chỉ và tận tụy, nhưng họ cần phải chuyển lòng trung thành của họ đến với thành phố đã cho họ một nơi trú ẩn an toàn." Bà cũng nói "Tôi cảm thấy họ [người Việt] đang tiếp quản thành phố của chúng tôi, rõ ràng là vậy.  Tôi cứ tưởng rằng sau khoảng 20 năm sinh sống tại đây và được quyền tự do làm những điều họ muốn, họ đã bình tĩnh lại. Chúa ơi, [họ] còn tiếp tục cuộc chiến này bao lâu nữa?"
Hệ thống tư pháp cũng đóng một vai trò quan trọng trong cuộc biểu tình. Ban đầu, tòa án ra lệnh ông Trường dẹp các biểu tượng xuống nhưng sau đó cho phép ông thực hiện quyền tự do ngôn luận của mình bằng cách treo lại các biểu tượng.  Cuối cùng, cuộc biểu tình cũng kết thúc sau khi ông Trường bị truy tố về tội sang băng lậu.

### Phía Việt Nam
Chính quyền Việt Nam cũng tỏ vẻ quan tâm đến sự kiện này. Trong lúc các cuộc biểu tình đang diễn ra, Tòa Lãnh sự Việt Nam tại San Francisco đã gọi điện thoại cho Trần Văn Trường, tỏ ý sẵn sàng giúp đỡ. Ngày 23 tháng 1, Đại sứ quán Việt Nam tại Washington D.C. phát biểu với báo chí: "Đại sứ quán Việt Nam quan ngại sâu sắc và mạnh mẽ phản đối các hành động bạo lực đối với ông Trần Trường và yêu cầu quyền tự do tư tưởng cũng như sức khỏe của ông được tôn trọng và bảo vệ." Ngày 19 tháng 2, Lãnh sự quán Việt Nam tại San Francisco bác bỏ tin đồn rằng sân bay ở Hà Nội đang thu phí 50 đô-la cho mỗi người đến để ủng hộ ông Trường.
Nhận xét về các hành động của ông Trường, báo Tiền Phong năm 2006 viết ông "đã góp phần làm dấy lên tinh thần yêu nước của người Việt trên đất Mỹ... cho dù bị nhiều kẻ phản đối, đánh đập" và gọi ông là "Việt kiều yêu nước". Báo Tuổi Trẻ năm 2006 miêu tả các hành động của những người biểu tình như sau: "Không làm gì được ông, họ tổ chức treo cờ vàng ba sọc che lấp cửa hiệu ông suốt 53 ngày. Vụ việc kéo dài đến năm 2001, họ tổ chức đập phá cửa hàng ông rồi vu ông hành nghề sang băng lậu."
Tuần báo Văn nghệ Thành phố Hồ Chí Minh của Liên hiệp các Hội Văn học – Nghệ thuật của thành phố thì thấy đây là ví dụ về việc những người phe phái "quốc gia" xem chính quyền Việt Nam "như cái đòn kê, như tấm thớt để tỏ bày hờn giận hận thù", vì "ồn ào tỏ ra hận thù kiểu đó nhiều khi chẳng mất vốn mà lại rất nhiều lời".
Năm 2019, phỏng vấn cho báo Nhân Dân với Luật sư Phùng Tuệ Châu, một người Mỹ gốc Việt được tờ báo miêu tả là "tỉnh ngộ". Bà Châu nêu lên quan điểm rằng vụ Trần Trường đã bị "những kẻ chống cộng cực đoan" lợi dụng để xin tiền. Bà cho biết "tôi đã nói với Trần Trường ông đang bị bọn chống cộng cực đoan lợi dụng".

## Diễn biến hậu sự kiện
Sau khi vụ biểu tình kết thúc, nhiều người tiếp tục kêu gọi tẩy chay nghị viên thành phố Westminster Tony Lâm vì là viên chức gốc Việt đầu tiên tại quận Cam nhưng lại không tham gia biểu tình. Tony Lâm giải thích bản thân ủng hộ những người biểu tình nhưng luật sư tư vấn rằng ông không nên tham gia vì như vậy, người khác sẽ nghĩ là thành phố ủng hộ cuộc biểu tình và còn có thể làm liên lụy đến thành phố trong các cuộc kiện cáo trong tương lai. Sau đó, Tony Lâm đã phải bán nhà hàng của mình và rời khỏi chính trường.
Với số tiền quyên góp từ những người biểu tình, một trung tâm cộng đồng được thành lập trên đường Harbor. Ông Hồ Anh Tuấn, chủ tịch Ủy ban Bảo vệ Chính nghĩa Quốc gia, bị một số người cáo buộc tiêu phí số tiền quyên góp. Tuấn giải thích rằng mình đã trích ra một ít để qua Châu Âu truyền thông điệp chống cộng của tổ chức.
Năm 2000, ông Trường nộp đơn kiện thành phố Westminster, một số tổ chức cộng đồng người Việt ở Nam California và hơn 1.000 người nhằm đòi bồi thường hơn 4 triệu đô la. Trong đơn kiện, ông cho rằng cảnh sát trưởng thành phố đã thỏa thuận không bắt người biểu tình nào, và việc ông bị đánh vào ngày 10 tháng 2 cũng do cảnh sát trưởng thành phố dàn dựng bằng cách thông báo với các tổ chức cộng đồng về việc ông trở lại tiệm và đồng thời không đưa cảnh sát đến bảo vệ ông. Năm 2001, đơn kiện của ông bị bác bỏ.
Trần Văn Trường tiếp tục sống lặng lẽ ở Stanton, làm nhiều việc theo hợp đồng – lắp dây điện dưới đất cho Caltrans, bỏ báo, và lượm ve chai – để phụ thêm vào số tiền trợ cấp chính phủ. Năm 2004, ông nêu quan điểm không ủng hộ dự luật của thành phố Garden Grove không hoan nghênh các giới chức Đảng Cộng sản Việt Nam tại thành phố này và một lần nữa trở thành mục tiêu của người biểu tình.
Năm 2005, ông Trường bán tài sản và chuyển về Đồng Tháp thành lập công ty chăn nuôi thủy sản cùng vợ và hai con. Năm 2006, ông bị một đối tác kiện và bị chính quyền tỉnh Đồng Tháp kê biên tài sản.
Tháng 11 năm 2007, vụ Trần Trường lại nổi lên lần nữa sau khi một chương trình tiếng Anh tên Vietnamese American eXposure trên đài Saigon TV chiếu một đoạn phóng sự về cuộc biểu tình, trong đó có 5 giây cho thấy rõ hình lá cờ và chân dung Hồ Chí Minh trong cửa tiệm ông Trường. Một số người đã biểu tình phản đối chương trình, và Saigon TV hủy hợp đồng với chương trình.

## Ảnh hưởng

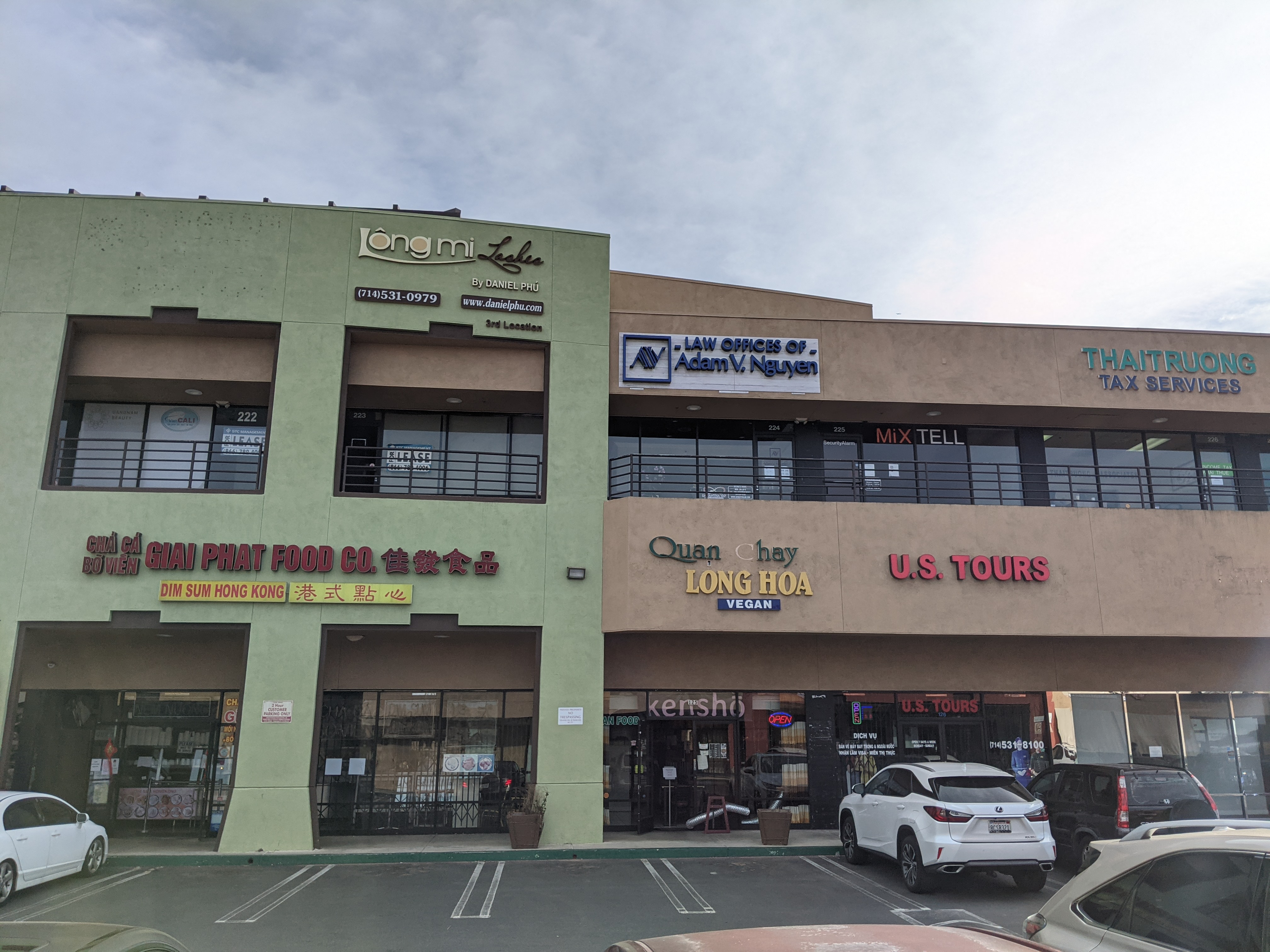
Địa điểm cũ của tiệm Hi-Tek, nơi diễn ra vụ biểu tình, chụp năm 2021

Cuộc biểu tình đã làm nhiều người Mỹ gốc Việt thấy rõ họ cần một tiếng nói trong chính quyền địa phương. Cựu thẩm phán Tòa án Cấp cao Quận Cam Nguyễn Trọng Nho nhận xét: "[Vụ Trần Trường] đã biến đổi Little Saigon từ một cộng đồng trước kia ngái ngủ chỉ quan tâm đến các thành tựu vật chất thành một cộng đồng hoạt động chính trị tích cực." Một số luật sư trong cộng đồng, như Trần Thái Văn, đã đóng vai trò trung gian giữa những người biểu tình và chính quyền thành phố trong cuộc biểu tình, giải thích quan điểm và các yêu sách của những người biểu tình. Với kinh nghiệm này, nhiều người Việt trong thế hệ mới bắt đầu tham gia chính trường. Trong những năm sau đó, đã có một làn sóng của người Mỹ gốc Việt tranh cử và thắng cử nhiều chức vụ trong quận Cam, trong đó có Dân biểu tiểu bang California Trần Thái Văn, Thượng nghị sĩ tiểu bang California Janet Nguyễn, Thị trưởng Garden Grove Nguyễn Quốc Bảo và Thị trưởng Westminster Tạ Đức Trí. Đến năm 2015, đã có 11 người Mỹ gốc Việt trở thành nghị viên thành phố, hai giám sát viên của quận, một dân biểu tiểu bang và một thượng nghị sĩ tiểu bang.
Cuộc biểu tình đã lan rộng đến các cộng đồng người Việt khác tại Hoa Kỳ, kể cả San Jose, California và Houston, Texas. Hành động của ông Trường được xem là đã khích động cộng đồng vốn có nhiều chia rẽ được đoàn kết lại để chống một mối đe dọa chung. Cuộc biểu tình không những có sự tham gia của những người chống cộng mãnh liệt mà còn có những người biểu tình lần đầu, những người trung dung ủng hộ làm ăn với chính quyền Việt Nam và giới trẻ.
Theo phân tích của học giả Phuong Nguyen, báo chí luồng chính, vì không có góc nhìn xuyên dân tộc, đã đưa ra cảm tưởng rằng những người biểu tình không biết gì về các phong tục và luật lệ Mỹ, và sau nhiều năm sinh sống ở Mỹ vẫn chưa chịu đồng hóa. Tuy nhiên, trên thực tế, họ biết rõ rằng chỉ có ở Mỹ thì họ mới có thể được thể hiện bất đồng chính kiến đối với chính quyền Việt Nam và tiếng nói của họ được đưa đi khắp thế giới. Khi nhìn qua góc nhìn xuyên dân tộc, những người tị nạn không phải là không chịu trở thành người Mỹ, mà thật ra đã tận dụng tối đa địa vị công dân Mỹ của mình.
Bộ phim tài liệu Saigon, USA sản xuất năm 2003 đã phỏng vấn nhiều người trong cuộc và cho thấy giới trẻ người Mỹ gốc Việt có một cái nhìn khác với cha ông. Phim phỏng vấn các nhân vật trong cuộc để trả lời câu hỏi tại sao họ có phản ứng mạnh như vậy. Bộ phim nêu ra các quan điểm khác biệt giữa hai thế hệ trong cộng đồng qua các phản ứng của họ, đồng thời miêu tả lịch sử cộng đồng người Mỹ gốc Việt từ năm 1975. Trong đó, sinh viên Nguyễn Quốc Bảo ủng hộ quyền tự do của ông Trần Trường; anh nói "cha mẹ tôi cho rằng chúng tôi có quá nhiều tự do ở đất nước này. Tôi không nghĩ rằng chúng ta có đủ" và "tôi nghĩ rằng thế hệ trước cảm thấy thế hệ sau đang mất gốc, bị tách rời khỏi di sản văn hóa và trở thành người Mỹ một cách xấu xa." Năm 2000, Bảo dẫn đầu một cuộc biểu tình phản đối việc chiến dịch tổng thống của Thượng nghị sĩ John McCain vì ông đã sử dụng từ ngữ miệt thị đối với người Việt – một hành động khiến anh nhận nhiều chỉ trích từ những người lớn tuổi trong cộng đồng. Năm 2014, anh trở thành thị trưởng gốc Việt đầu tiên của thành phố Garden Grove.
Mặc dù có quan điểm khác biệt với thế hệ trước, thế hệ sau của người Mỹ gốc Việt cũng dần dần tham gia vào cuộc biểu tình. Họ tuy trước đó chỉ quan tâm tới công việc học tập và lối sống Mỹ, đã bắt đầu để ý đến sinh hoạt cộng đồng. Tuy cuộc biểu tình phần lớn được thế hệ trước lãnh đạo – những người đã trải nghiệm chiến tranh và chế độ cộng sản – khi thế hệ sau bắt đầu nhập cuộc, mục tiêu của cuộc biểu tình bắt đầu hướng đến vấn đề nhân quyền tại Việt Nam, không còn chỉ về các hình ảnh tại cửa tiệm. Đồng thời, một thế hệ ở giữa, sinh ra tại Việt Nam nhưng lớn lên và được nuôi dưỡng trên đất Mỹ, trở thành một cầu nối giữa những người biểu tình và cảnh sát. Ông Trần Thái Văn nhận xét "họ đã hòa nhập hoàn toàn vào luồng chính, nhưng không bao giờ quên đi gốc rễ của họ cũng như lý do tại sao họ đang ở đất nước này."
Bài hát "Lửa Bolsa" của nhạc sĩ Nhật Ngân lấy cảm hứng từ cuộc biểu tình này.